# 貓流感
貓流感是一種在貓科動物發生的上呼吸道感染病。不過，現時普遍認為這個名稱是錯誤命名，原因是貓流感一般並不是由流感病毒的感染而引起。相反的，它是一種綜合症：一個用來泛指所有在貓隻發生的疑似流感病徵。這個病可能由以下其中一種病原體引起：
1. FeHV-1感染：俗稱貓感冒[1]。
2. 貓杯狀病毒(Feline calicivirus，簡稱FCV[2]) 感染：
3. 博德特拉桿菌(Bordetella bronchiseptica)感染：cat kennel cough
4. H5N1 感染：貓禽流感

## 外部連結
- Cat Health (sniksnak.com)（页面存档备份，存于）
- Cat Care Vaccination (cats.org.uk) （页面存档备份，存于）
- Cat Flu (yorkcats.org.uk)